# Бодался телёнок с дубом
«Бода́лся телёнок с ду́бом. О́черки литерату́рной жи́зни» — автобиографическое произведение Александра Солженицына.
В очерках описываются события с середины 1950-х по 1974 год включительно (высылка автора из СССР и начало жизни за границей).
Значительную часть очерков занимает описание литературных встреч и событий, связанных с журналом «Новый мир» (в частности, подробно описана история публикации рассказа «Один день Ивана Денисовича») и его главным редактором Александром Твардовским.

С этого времени я догадался, что сгодятся когда-нибудь записи литературных встреч, и стал записывать всегда посвежу, а то и при самих обсуждениях. Так записано и всё о Твардовском — и теперь жалко не привести тех встреч достоверно и объёмно, хотя это может отяготить построение «Очерков», лишить их краткости и лёгкости, каких бы я хотел. <…>
Я полюбил и его мужицкий корень; и проступы его поэтической детскости, плохо защищённой вельможными навыками; и то особенное природное достоинство, которое проявлялось у него перед врагами, иногда — перед вышепоставленными <…> Но слишком несхожи были прошлое моё и его, и слишком разное мы вывели оттуда. Ни разу и никогда я не мог быть с ним так откровенен и прост, как с десятками людей, отемнённых лагерной сенью <…> Мы подобны были двум математическим кривым со своими особыми уравнениями.

Основной текст написан в период с 7 апреля по 7 мая 1967 года в деревне Рождество-на-Истье Наро-Фоминского района Московской области.
Затем написаны ещё четыре дополнения, третье — в декабре 1973 года в Переделкине, незадолго до высылки автора из СССР, четвёртое — в июне 1974 года в Швейцарии.
В 1975 году написано пятое дополнение — «Невидимки», посвящённое тем, кто помогал Солженицыну; по соображениям безопасности оно было опубликовано только в 1991 году.
Впервые опубликовано издательством «ИМКА-Пресс» в Париже на русском языке (1975), в СССР нелегально распространялось в самиздате.
В 1981 году издано на английском языке.
В России впервые напечатано в журнале «Новый мир» с июня по декабрь 1991 года (№ 6, 7, 8, 9, 12), отдельное издание — в 1996 году (издательство «Согласие»).
Слова «Пошёл дуб с телятами бодаться» упомянуты Борисом Гребенщиковым в песне «Духовный лидер» альбома «Новый шёлковый путь» (2024).